# Ina Benita

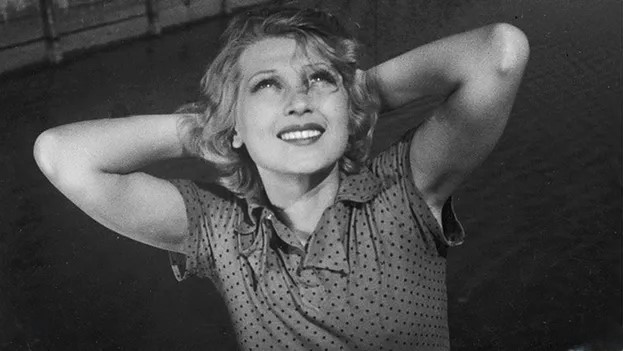
Ina Benita (ok. 1935)

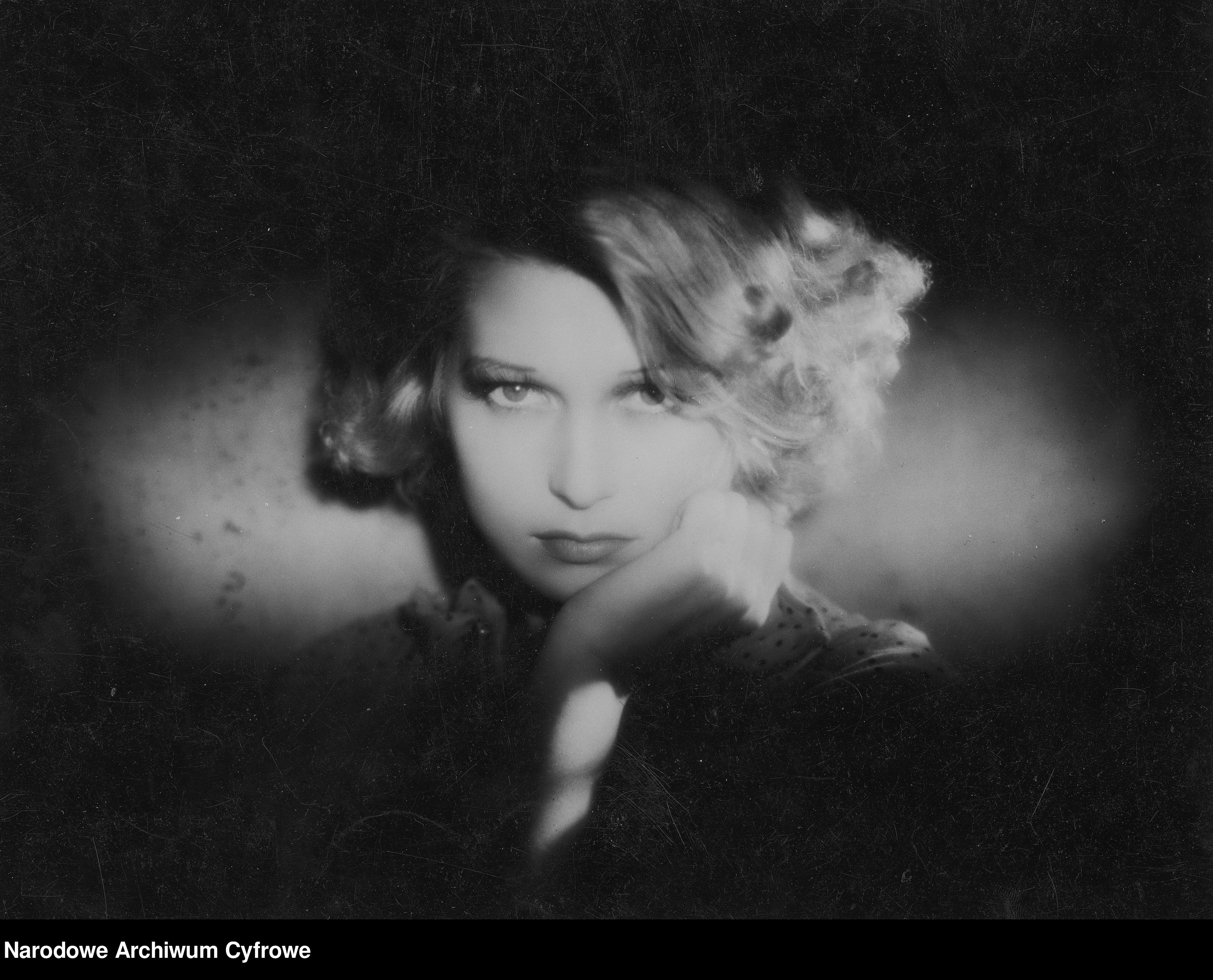
Ina Benita w filmie Ludzie Wisły (1938)

Ina Benita, właściwie Ina Scudder, de domo Inna Florow-Bułhak (ur. 1 marca 1912 w Kijowie, zm. 9 września 1984 w Mechanicsburgu) – polska aktorka teatralna i filmowa, określana pierwszą femme fatale polskiego kina lat międzywojennych.

## Życiorys
Urodziła się na terytorium Imperium Rosyjskiego jako córka Mikołaja Florow-Bułhaka (ur. w 1875 w Symferopolu na Krymie – zm. w sierpniu 1944 w Warszawie) i Heleny z domu Jeszczenko (ur. w 1880 w Kijowie – zm. w 1920 w Warszawie); rodzice byli wyznania prawosławnego. W 1920, wskutek ofensywy bolszewickiej podczas wojny domowej w Rosji, rodzina aktorki przyjechała do Polski.
Benita ukończyła paryską szkołę Sacré-Cœur, a także Kursy Wokalno-Dramatyczne Heleny Józefy Hryniewieckiej w Warszawie. Zadebiutowała 29 sierpnia 1931 w warszawskim teatrzyku „Nowy Ananas”, w programie Raj bez mężczyzn. Występowała także w „Morskim Oku” i kabarecie „Femina”. W 1932 debiutowała w filmie Ryszarda Biskego pt. Puszcza, w którym grała rolę młodej dziedziczki – Reni. Od tej pory poświęciła się głównie karierze filmowej. Od 1937 była związana ze stołecznymi teatrami rewiowymi. Grała m.in. w „Cyruliku Warszawskim” (1937), „Teatrze Malickiej” (1938) i „Wielkiej Rewii” (1938–1939), a od wiosny 1939 w „Ali Babie”.

### II wojna światowa
W czasie II wojny światowej i okupacji niemieckiej Benita występowała w jawnych teatrach („Komedia”, „Niebieski Motyl”, „Miniatury”). Współpracowała jednocześnie z kontrwywiadem ZWZ-AK, w którym na zlecenie Romana Niewiarowicza rozpracowywała Niemców i kolaborujących z nimi polskich aktorów. Jej działania poskutkowały m.in. uwolnieniem kuzyna Franciszka Brodniewicza z Pawiaka, a także Zbigniewa Sawana z Auschwitz.

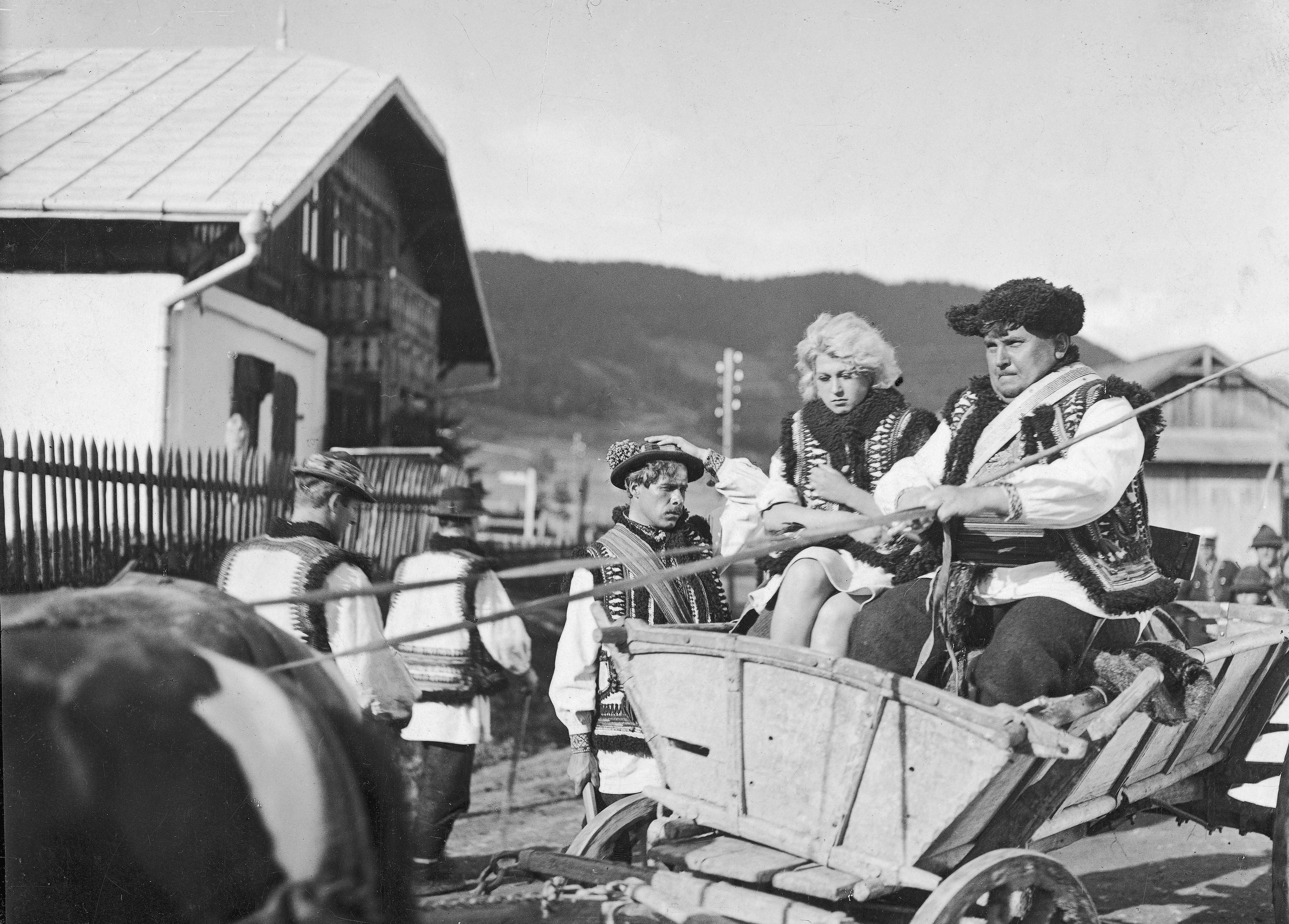
Scena z filmu Przybłęda (1933). Od prawej: Zygmunt Chmielewski (Wójt), Ina Benita (Maryjka), Feliks Żukowski (Dmetro).

Według świadectw znajomych artystki, Benita związała się wówczas z Austriakiem Ottonem Haverem, oficerem Wehrmachtu, z którym wyjechała do Wiednia. Po powrocie oboje zostali oskarżeni o Rassenschande. Za związek z Polką oficer miał zostać wysłany na front wschodni, a aktorkę (ponoć z tego powodu) uwięziono na Pawiaku. Imię i nazwisko „Otto Haver” nie figuruje jednak ani w księgach adresowych miasta Wiednia, ani w rejestrach oficerów Wehrmachtu. Z meldunków ZWZ–AK wynika zaś, że od jesieni 1942 do marca 1943 Benita była związana lub zaprzyjaźniona z Gerhardem Ludwigiem Manzlem, kierownikiem referatu Presse, a następnie Musik und Theater w Wydziale Propagandy. W marcu 1943, za zwalnianie polskich więźniów dzięki wstawiennictwu aktorki, Manzel został karnie wysłany na front wschodni, lecz udało mu się zbiec i powrócić do Warszawy. Benitę posądzano o współpracę z Niemcami, co miały potwierdzać jej liczne znajomości z kolaborantami, m.in. z Igo Symem.

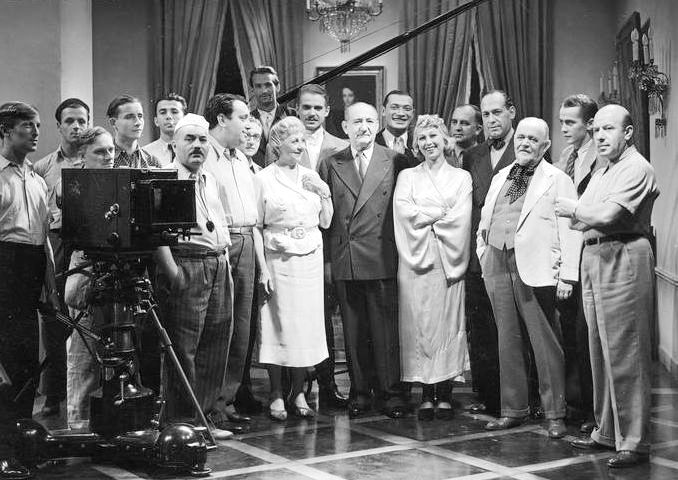
Ina Benita i inni członkowie ekipy filmowej na planie filmu Gehenna, 1938

Wiosną 1943 Ina Benita związała się z Hansem Georgiem Paschem – niemieckim działaczem podziemia, opozycyjnym wobec polityki nazistowskiej, który pomagał Polakom i Żydom. Na początku 1944 oboje zostali aresztowani i osadzeni na Pawiaku, najprawdopodobniej w związku ze swoją działalnością konspiracyjną. 7 kwietnia 1944, na żeńskim oddziale Pawiaka – Serbii, artystka urodziła syna Tadeusza Michała, którego ojcem był Pasch. Mężczyzna potwierdził później ojcostwo stosownym dokumentem z 21 czerwca 1945. Aktorka została zwolniona z więzienia 31 lipca 1944, w przeddzień wybuchu powstania warszawskiego. W Polsce po raz ostatni widziano ją podczas powstania warszawskiego, gdy schodziła do kanałów razem z czteromiesięcznym dzieckiem.
Przez wiele lat dalsze losy Benity nie były znane. Najczęściej przyjmowano, że zginęła razem z synem w kanałach lub doszła nimi do Śródmieścia i tam, we wrześniu, straciła życie podczas bombardowania. Informacje o jej śmierci były kwestionowane przez środowiska aktorskie, które zakładały, że uciekła z kraju – nie były jednak w stanie tego udowodnić.

### Po wojnie
Z dokumentów udostępnionych w listopadzie 2018 przez rodzinę Paschów wyniknęło, że pod koniec wojny (w kwietniu 1945) aktorka wyjechała razem z synem i Hansem Georgiem Paschem do zachodnioniemieckiej miejscowości Hohegeiß (powiat Goslar w Dolnej Saksonii). W czerwcu 1945 wyszła za Niemca za mąż i przyjęła jego nazwisko. Po ślubie małżonkowie zamieszkali w pobliskiej Rhumspringe. Para miała jeszcze jedno dziecko – córkę Ritę Annę (urodzoną 28 lipca 1945), która prawdopodobnie zmarła trzy dni po narodzinach. Synami Hansa Georga Pascha z pierwszego małżeństwa, a zarazem przyrodnimi braćmi Tadeusza i Rity (dzieci z Iną Benitą), byli: Ingo Paš, późniejszy minister w pierwszym demokratycznym rządzie Słowenii (1990–1992), jak również jego brat bliźniak Boris Pasch, późniejszy dyplomata słoweński w Berlinie – urodzeni w 1941. 15 listopada 1945 mąż Benity został zamordowany, wobec czego latem 1946 aktorka zdecydowała się opuścić Rhumspringe wraz z synem.
Zgodnie z informacjami udostępnionymi w lutym 2019 przez rodzinę Scudderów z USA, Benita przeniosła się wówczas do Francji. Mieszkała w Nicei i Cannes, gdzie pracowała jako tancerka i śpiewaczka w barach oraz nocnych klubach. Z uwagi na trudną sytuację finansową w 1949 oddała syna Tadeusza na wychowanie do szkoły klasztornej – przypuszczalnie do Sacré-Cœur, w której spędziła swoją młodość. W tym samym czasie poznała o pięć lat młodszego Amerykanina Lloyda Frasera Scuddera, przedstawiciela służby cywilnej w United States Air Force, któremu 25 lipca 1950 w Nicei urodziła syna, Johna. W 1951 Scudder został, razem ze swoim oddziałem, wezwany do Maroka Francuskiego, co wpłynęło na poprawę sytuacji finansowej aktorki, wobec czego w 1952 odebrała Tadeusza ze szkoły klasztornej. Rok później wyjechała razem z dziećmi do Lloyda, który mieszkał wówczas w Algierii Francuskiej. W obliczu wybuchu wojny algierskiej (1954–1962), nowo założona rodzina przeniosła się do Maroka. 10 lipca 1954 Ina Benita wzięła ślub z Lloydem Scudderem w Casablance. W grudniu 1959, na żądanie króla Muhammada V, amerykańskie wojska były zmuszone opuścić Maroko, wobec czego 10 czerwca 1960 Scudderowie wyjechali do Stanów Zjednoczonych. Jeszcze w 1959 Lloyd Sccuder adoptował Tadeusza, który przybrał imiona Thaddeus Michael.
Ina Benita, już jako Ina Scudder, mieszkała kolejno w Albuquerque w Nowym Meksyku, Dayton w Ohio i ostatecznie w Middletown (w hrabstwie Dauphin w stanie Pensylwania). 1 czerwca 1964 Lloyd Scudder zmarł z powodu nowotworu. Po jego śmierci aktorka pracowała jako sprzątaczka, a także zajmowała się malowaniem obrazów. W 1972 dom rodziny Scudderów został zalany i uszkodzony przez huragan Agnes. Benita zmarła 9 września 1984 w Mechanicsburgu w hrabstwie Cumberland (Pensylwania) na raka płuc (była nałogową palaczką papierosów). Jest pochowana na cmentarzu w Middletown.
Ina Benita nigdy nie wspominała o swojej polskiej przeszłości – ani ostatniemu mężowi, ani dzieciom. W lutym 2018 na jednej ze stron internetowych odezwał się Greg Scudder (syn Tadeusza), twierdząc, że jest wnukiem Benity, a po pewnym czasie także Ingo Pasch, który wraz z bratem starał się odnaleźć zaginionego brata przyrodniego. W listopadzie 2018 ukazała się książka Piotra Gacka Ina Benita. Za wcześnie na śmierć, w której nie zostały uwzględnione informacje o powojennych losach aktorki. Osoby znające ją z ostatniego okresu życia zauważały, że cechowała ją „elegancja i pewna tajemniczość. Zawsze świetnie się ubierała, chodziła na obcasach, miała pomalowane paznokcie i paliła papierosy z użyciem cygarniczki. Do samego końca zachowywała się jak gwiazda”.

## Dodatkowe informacje
- Ina Benita znała biegle cztery języki obce: angielski, francuski, niemiecki i rosyjski, a rozumiała też włoski i hiszpański.
- W 1939, na letnim (ostatnim) Balu Mody w Hotelu Europejskim w Warszawie, specjalnie dla niej utworzono kategorię „królowa seksapilu”[23][24][25][26].
- We wrześniu 2010 w miesięczniku „Bluszcz” ukazał się fikcyjny wywiad z aktorką, który przeprowadził Marcin Szczygielski.
- W 2017 roku Poczta Polska wyemitowała znaczek pocztowy (o nominale 2,60 zł) upamiętniający Inę Benitę, zaprojektowany przez Marzannę Dąbrowską, należący do serii „Ludzie kina i teatru”[27].
- 28 marca 2018 w Teatrze im. Jana Kochanowskiego w Opolu miała miejsce premiera sztuki Marii Marcinkiewicz-Górnej i Piotra Rowickiego Kolaboranci, w której występuje postać aktorki[28].
- W 2022 Jacek Papis zrealizował film dokumentalny o losach aktorki pt. Ina Benita. Dwa życia[29].

## Filmografia
- 1932 – Puszcza jako Renia
- 1933 – Jego ekscelencja subiekt jako Ania Porecka
- 1933 – Przybłęda jako Maryjka
- 1934 – Hanka jako Hanka Bereza
- 1935 – Dwie Joasie jako Flora, partnerka mecenasa Rostalskiego
- 1935 – Jaśnie pan szofer jako Hania, córka Pudłowicza
- 1937 – Trójka hultajska jako Inez
- 1938 – Gehenna jako Lorka, kuzynka
- 1938 – Ludzie Wisły jako Anna
- 1938 – Moi rodzice rozwodzą się jako Nina Kostówna
- 1938 – Serce matki jako Hanka
- 1939 – Doktór Murek jako Karolka
- 1939 – O czym się nie mówi... jako Mańka, córka Romanowej
- 1939 – Serce batiara
- 1939/1940 – Sportowiec mimo woli jako panna Lili Madecka
- 1939/1941 – Ja tu rządzę jako Joasia Kopytkiewiczówna, córka majstra szewskiego
- 1939/1946 – Czarne diamenty jako Irena la Rochelle

Źródło.